# Paul Taylor (chorégraphe)
Pour les articles homonymes, voir Paul Taylor et Taylor.
Paul Belville Taylor Jr., né le 29 juillet 1930 à Wilkinsburg dans le Comté d'Allegheny en Pennsylvanie et mort le 29 août 2018 à Manhattan, est un danseur et chorégraphe américain.

## Biographie

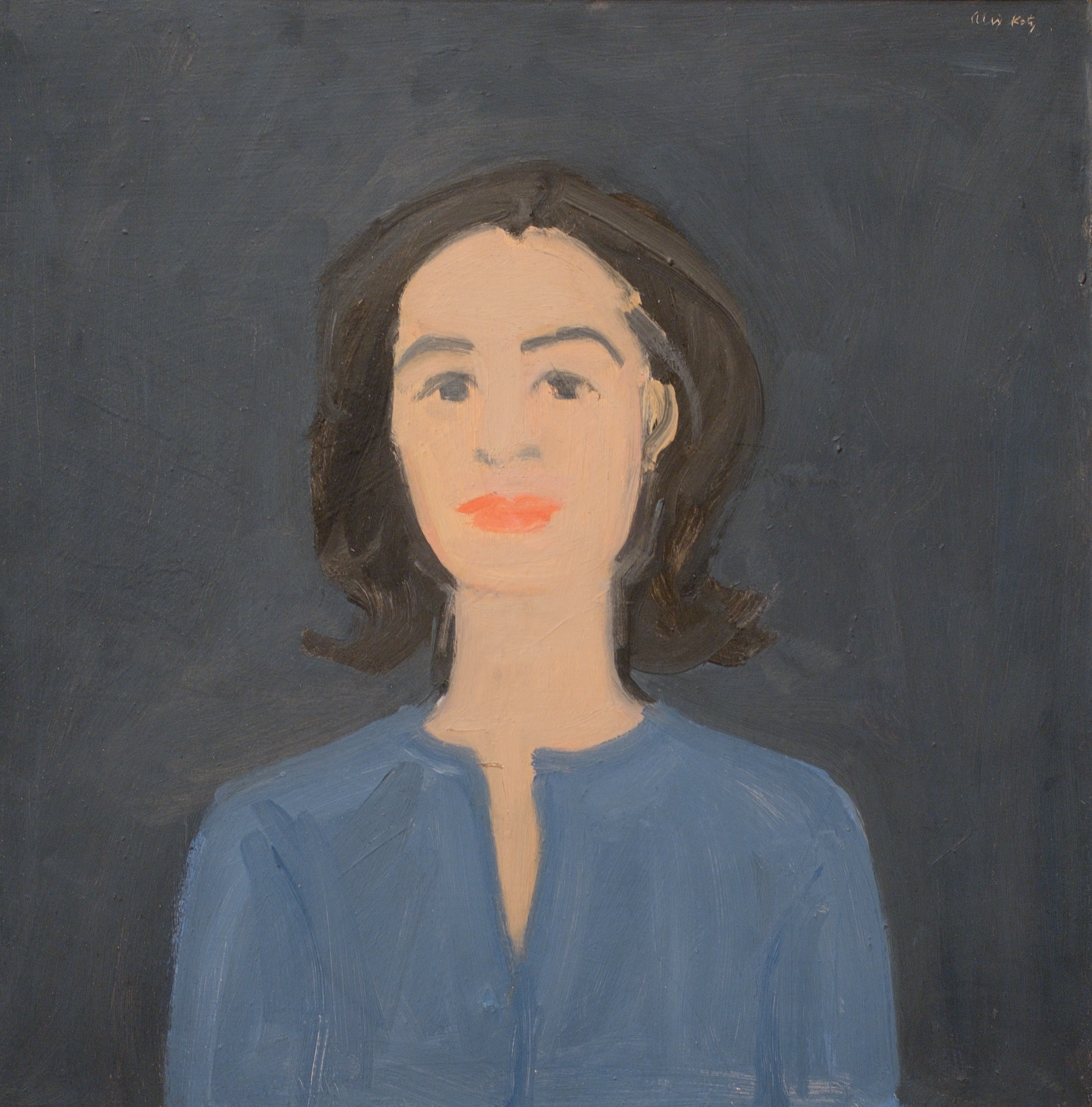
Ada on Blue (1959).

Paul Taylor suit des cours de peinture à l'université de Syracuse et poursuit à la Juilliard School en musique et en danse, puis avec Martha Graham, Doris Humphrey, José Limón et Charles Weidman. Il travaille dans les compagnies de Merce Cunningham, George Balanchine et Martha Graham, pour laquelle il crée plusieurs rôles importants.
Il crée sa propre compagnie, la Paul Taylor Dance Company, en 1954 et présente d'abord des œuvres formalistes et abstraites, dans la mouvance postmoderne, en collaboration avec John Cage.

## Principales chorégraphies
- 1956 : Three Epigraphs
- 1957 : Duet
- 1962 : Aureole
- 1965 : From Sea to Shining Sea
- 1966 : Orbs
- 1969 : Private Domain
- 1971 : Big Bertha
- 1974 : American Genesis
- 1975 : Esplanade
- 1976 : Cloven Kingdom
- 1980 : Le Sacre du printemps ou la Répétition
- 1981 : Arden Court
- 1986 : Last Look
- 1988 : Speaking in Tongues
- 1991 : Compagnie B
- 1993 : A Field of Grass
- 1997 : Piazzolla Caldera

## Ouvrage
- 1987 : Private Domain, autobiographie

## Prix et distinctions
- 1983 : American Dance Festival Award pour l'ensemble de sa carrière
- 1990 : commandeur de l'ordre des Arts et des Lettres
- 2012 : Bessie Award pour l'ensemble de sa carrière[2]